# Bregmaceros bathymaster
Bregmaceros bathymaster е вид лъчеперка от семейство Bregmacerotidae. Видът не е застрашен от изчезване.

## Разпространение и местообитание
Разпространен е в Гватемала, Еквадор, Колумбия, Коста Рика, Мексико, Никарагуа, Панама, Перу, Салвадор и Хондурас.
Среща се на дълбочина от 32 до 500 m, при температура на водата от 7,6 до 15,4 °C и соленост 34,5 – 34,9 ‰.